# Leptogenys mutabilis
Leptogenys mutabilis är en myrart som först beskrevs av Smith 1861.  Leptogenys mutabilis ingår i släktet Leptogenys och familjen myror. Inga underarter finns listade i Catalogue of Life.